# Guts (musikalbum)
Guts är det andra studioalbumet av den amerikanska singer-songwritern Olivia Rodrigo. Albumet släpptes 8 september 2023 av Geffen Records och är Rodrigos uppföljare till det framgångsrika debutalbumet Sour (2021).

## Låtlista
| 1.  | "All-American Bitch"            |                          |       |      |
| 2.  | "Bad Idea Right?"               | Olivia Rodrigo Dan Nigro | Nigro | 3:04 |
| 3.  | "Vampire"                       | Rodrigo Nigro            | Nigro | 3:39 |
| 4.  | "Lacy"                          |                          |       |      |
| 5.  | "Ballad of a Homeschooled Girl" |                          |       |      |
| 6.  | "Making the Bed"                |                          |       |      |
| 7.  | "Logical"                       |                          |       |      |
| 8.  | "Get Him Back!"                 |                          |       |      |
| 9.  | "Love Is Embarrassing"          |                          |       |      |
| 10. | "The Grudge"                    |                          |       |      |
| 11. | "Pretty Isn't Pretty"           |                          |       |      |
| 12. | "Teenage Dream"                 |                          |       |      |

## Utgivningshistorik
| Region          | Datum             | Format                                     | Skivbolag  | Katalognummer   | Ref.        |
| --------------- | ----------------- | ------------------------------------------ | ---------- | --------------- | ----------- |
| Internationellt | 8 september 2023  | Samlingsbox kassett CD streaming vinyl LP  | Geffen     | Internationellt | [ 2 ] [ 3 ] |
| USA             | 8 september 2023  | LP (Target exclusive opaque magenta)       | Interscope | 602455977427    | [ 4 ]       |
| USA             | 8 september 2023  | LP (Urban Outfitters exclusive light pink) | Geffen     | 86298296        | [ 5 ]       |
| USA             | 8 september 2023  | LP (Amazon exclusive bright pink)          | Geffen     | B0C9JVM67K      | [ 6 ]       |
| USA             | 8 september 2023  | LP (Bright blue)                           | Geffen     | i.u.            | [ 7 ]       |
| USA             | 8 september 2023  | LP (Indie store exclusive lavender)        | Geffen     | 5816366         | [ 8 ]       |
| Storbritannien  | 8 september 2023  | LP (Indie store exclusive lavender)        | Polydor    | 5816366         | [ 9 ]       |
| Storbritannien  | 8 september 2023  | CD (Purple)                                | Polydor    | i.u.            | [ 10 ]      |
| Storbritannien  | 8 september 2023  | LP (Black)                                 | Interscope | 5597762         | [ 11 ]      |
| USA             | 14 september 2023 | LP (Walmart exclusive transparent)         | Geffen     | i.u.            | [ 12 ]      |